# Cap-Vert aux Jeux olympiques d'été de 2008
 (avril 2023).
Si vous disposez d'ouvrages ou d'articles de référence ou si vous connaissez des sites web de qualité traitant du thème abordé ici, merci de compléter l'article en donnant les références utiles à sa vérifiabilité et en les liant à la section « Notes et références ».
Le Cap-Vert participe aux Jeux olympiques d'été de 2008 à Pékin.

## Athlètes engagés

### Athlétisme
Marathon messieurs
- Nelson Cruz

| Athlète     | Compétition | Finale        | Finale |
| Athlète     | Compétition | Résultat      | Rang   |
| ----------- | ----------- | ------------- | ------ |
| Nelson Cruz | Marathon    | 2 h 23 min 47 | 48     |

200m femmes
- Lenira Santos

| Lenira Santos | 200 m | DNS |  | éliminé en séries | éliminé en séries | éliminé en séries | éliminé en séries | éliminé en séries | éliminé en séries | éliminé en séries | éliminé en séries | éliminé en séries |

### Gymnastique
Gymnastique rythmique
- Wania Monteiro

| Athlete        | Compétition                 | Séries     | Séries |
| Athlete        | Compétition                 | Score      | Rang   |
| -------------- | --------------------------- | ---------- | ------ |
| Wania Monteiro | Concours complet individuel | 49,050 pts | 24     |